# Hiroshi Yamamoto
Hiroshi Yamamoto (山本博?, Yamamoto Hiroshi; Yokohama, 31 ottobre 1962) è un arciere giapponese.

## Carriera
Ha partecipato a 5 olimpiadi estive (assente a Sydney) e vinto una medaglia di bronzo alle Olimpiadi di Los Angeles 1984 e una d'argento ad Atene 2004 dove è stato sconfitto in finale da Marco Galiazzo.

## Palmarès
- Olimpiadi

Los Angeles 1984: bronzo nella prova individuale.
Atene 2004: argento nella prova individuale.